# جبريل كلارك
جبريل كلارك (بالإنجليزية: Gabriel Clarke)‏ هو كاتب سيناريو وصحفي ومعلق رياضي ومخرج بريطاني، ولد في 5 ديسمبر 1963 في كنزينغتون في المملكة المتحدة.

## وصلات خارجية
- جبريل كلارك على موقع IMDb (الإنجليزية)
- جبريل كلارك على موقع ميتاكريتيك (الإنجليزية)
- جبريل كلارك على موقع روتن توميتوز (الإنجليزية)
- جبريل كلارك على موقع ألو سيني (الفرنسية)
- جبريل كلارك على موقع أول موفي (الإنجليزية)
- جبريل كلارك على موقع قاعدة بيانات الفيلم (الإنجليزية)